# Počasni građani u Crnoj Gori
Sipisak počasnih građana u Crnoj Gori po opštinama:

## Berane
- Milena Dravić, glumica, juli 2009[1]
- Dragan Nikolić, glumac, juli 2009[1]
- Tomislav Nikolić, Predsednik Republike Srbije, juli 2015[2]

## Herceg Novi
- Tomo Katurić, pomorski kapetan iz Kamenara i filatelista, 2009[1]
- Dušan Radović Krušo, humanista, 2012[1]
- Per Jarle Eriksen, humanista, 2013[1]

## Podgorica
- Stjepan Mesić, Predsjednik Republike Hrvatske, mart 2007[1]

## Pljevlja
- Josip Broz Tito, Predsednik Jugoslavije, 1959[1]

## Tivat
- Mario Attems, Carski kraljevski namjesnik Austro-Ugarske, 1916[1]
- Dragutin Prica, admiral Ratne mornarice Kraljevine Srba, Hrvata i Slovenaca, 1925[1]
- Vicko Turketo, komandant Jugoslovenske Ratne mornarice, 1939[1]
- Mate Jerković, admiral Југословенскe народнe армијe, 1957[1]
- Josip Broz Tito, Predsednik Jugoslavije, 1963[1]
- Piter Mank, kanadski biznismen, 2010[1]
- Milenko Filipović, predsjednik opštine Sremski Karlovci, 2013[1]
- Stevče Jakimovski, predsjednik skopske opštine Karpoš, 2013[1]

## Ulcinj
- Edi Rama, Predsednik Vlade Albanije, april 2015[3]
- Hašim Tači, Ministar spoljnih poslova Kosova, april 2015[3]